# Sautieren

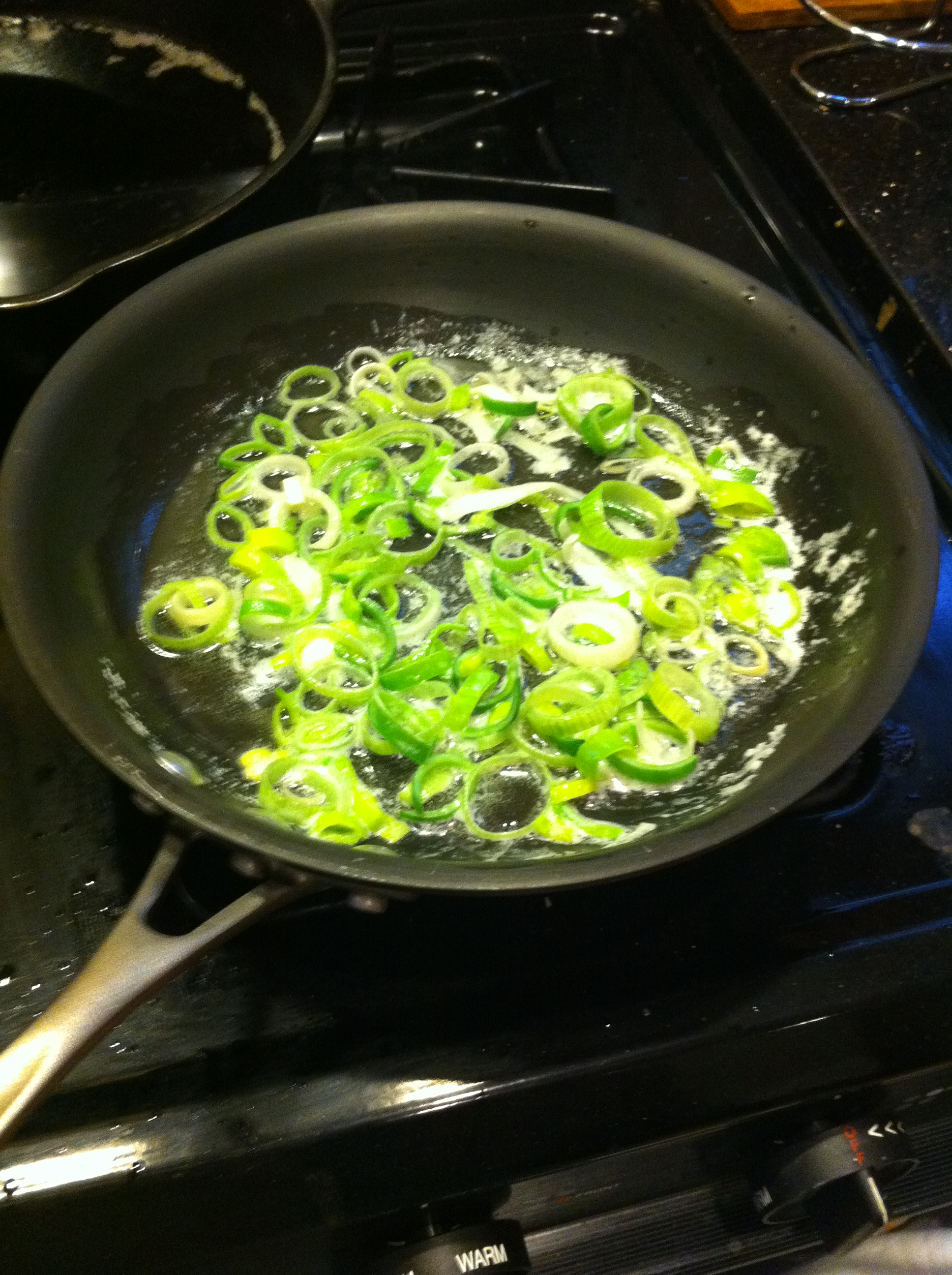
Sautieren von Lauchringen in Butterschmalz

Sautieren (frz. „springen“) ist eine besondere Form des Kurzbratens.
Dazu brät man das dünn geschnittene oder zerkleinerte Gargut, z. B. Geschnetzeltes, Fisch, Gemüse oder Pilze, bei einer hohen Temperatur von ca. 160 bis 240 °C offen in einer Pfanne mit hochgezogenem Rand (Sauteuse). Es wird nur so viel in die gefettete Pfanne gegeben, dass alles nebeneinander liegen kann und das Gargut die Hitze rasch aufnimmt. Durch fortwährendes Schwenken des Geschirrs wird das Gargut gewendet. Flüssigkeit wird nicht zugegeben. Das Sautieren entspricht etwa dem in vielen asiatischen Küchen gebräuchlichen Pfannenrühren, auch Stir-Frying genannt.
Wegen der hohen Temperatur beim Sautieren ist Butter nicht empfehlenswert, üblich ist die Verwendung von Butterschmalz oder Ölen mit einem hohen Rauchpunkt (wie Erdnuss- oder andere Pflanzenöle).

## Fleisch und Fisch
Es wurde angenommen, dass sich durch das schnelle Anbraten die Fleischoberfläche schließt, und so das Austreten des Saftes und ein Austrocknen des Fleisches verhindert werden würde. Dies wurde jedoch mittlerweile durch die Molekulargastronomie widerlegt. Stattdessen bewirkt zu starke Erhitzung ein „versteifendes“ Zusammenziehen und damit Zäherwerden des Fleisches. Durch die kurze Garzeit und hohe Temperatur kann jedoch trotzdem eine gute Bräunung bei gleichzeitiger Schonung des innenliegenden Teils erreicht werden, vorausgesetzt, dieser wird durch Vorkühlen und danach schnelles Abkühlen auf gefahrlose Temperaturen vor der sich verteilenden Hitze geschützt.
Es wird geraten, das Fleisch mindestens zwölf Stunden vor dem Braten zu salzen, damit das Fleisch saftig und zart wird.

## Gemüse
Ebenfalls als Sautieren bezeichnet wird das Durchschwenken von gegartem Gemüse mit Butter, Sahne u. a. Dadurch erreicht man eine gewisse Bindung und das Gemüse wird glasiert.